# Liste der Straßen und Brücken in Hamburg-Neuengamme

Lage von Neuengamme in Hamburg und im Bezirk Bergedorf (hellrot)

Die Liste der Straßen und Brücken in Hamburg-Neuengamme ist eine Übersicht der im Hamburger Stadtteil Neuengamme vorhandenen Straßen und Brücken. Sie ist Teil der Liste der Verkehrsflächen in Hamburg.

## Überblick
In Neuengamme (Ortsteilnummer 606) leben 3657 Einwohner (Stand: 31. Dezember 2023) auf 18,6 km². Neuengamme liegt in den Postleitzahlenbereichen 21037 und 21039.
In Neuengamme gibt es 42 benannte Verkehrsflächen, darunter 12 Brücken. 
Einige Straßennamen enden auf „Stegel“. Stegel ist das Diminutiv des Wortes „Steg“, kann aber auch einen Weideübertritt meinen.

## Übersicht der Straßen
Die nachfolgende Tabelle gibt eine Übersicht über alle benannten Verkehrsflächen im Stadtteil sowie einige dazugehörige Informationen. Im Einzelnen sind dies:
- Name/Lage: aktuelle Bezeichnung der Straße. Über den Link (Lage) kann die Straße auf verschiedenen Kartendiensten angezeigt werden. Die Geoposition gibt dabei ungefähr die Mitte an. Bei längeren Straßen, die durch zwei oder mehr Stadtteile führen, kann es daher sein, dass die Koordinate in einem anderen Stadtteil liegt.
- Straßenschlüssel: amtlicher Straßenschlüssel, bestehend aus einem Buchstaben (Anfangsbuchstabe der Straße) und einer dreistelligen Nummer.
- Länge/Maße in Metern:
Hinweis: Die in der Übersicht enthaltenen Längenangaben sind nach mathematischen Regeln auf- oder abgerundete Übersichtswerte, die im Digitalen Atlas Nord[1] mit dem dortigen Maßstab ermittelt wurden. Sie dienen eher Vergleichszwecken und werden, sofern amtliche Werte bekannt sind, ausgetauscht und gesondert gekennzeichnet.
Bei Plätzen sind die Maße in der Form a × b bei rechteckigen Anlagen oder a × b × c bei dreiecksförmigen Anlagen mit a als längster Kante dargestellt.
Der Zusatz (im Stadtteil) gibt an, wie lang die Straße innerhalb des Stadtteils ist, sofern sie durch mehrere Stadtteile verläuft.
- Namensherkunft: Ursprung oder Bezug des Namens.
- Datum der Benennung: Jahr der offiziellen Benennung oder der Ersterwähnung eines Namens, bei Unsicherheiten auch die Angabe eines Zeitraums.
- Anmerkungen: Weitere Informationen bezüglich anliegender Institutionen, der Geschichte der Straße, historischer Bezeichnungen, Baudenkmale usw.
- Bild: Foto der Straße oder eines anliegenden Objektes.

| Name/Lage                            | Straßen- schlüssel | Länge/Maße (in Metern) | Namensherkunft | Datum der Benennung | Anmerkungen | Bild                                        |
| ------------------------------------ | ------------------ | ---------------------- | --- | ------------------- | --- | ------------------------------------------- |
| Achter de Wisch (Lage)               | A012               | 0535                   | nach einer Flurbezeichnung | 1925                | niederdeutsch Achter de Wisch = Hinter der Wiese                                                                          | Achter de Wisch                             |
| Achterdiekbrücke (Lage)              | –                  | 0010 (im Stadtteil)    | nach einer ortsüblichen Bezeichnung (niederdt. achtern Diek = hinterm Deich)                                                   | 1961                | niederdeutsch achtern Diek = hinterm Deich; überquert die Gose Elbe; südlicher Teil in Kirchwerder                        | Achterdiekbrücke                            |
| Altengammer Elbdeich (Lage)          | A137               | 0105 (im Stadtteil)    | nach der überwiegenden Lage und Funktion im Stadtteil Altengamme                                                               | 1237                | nur südlicher Teil im Westen in Neuengamme, sonst in Altengamme                                                           | Altengammer Elbdeich                        |
| Alte Twiete (Lage)                   | A133               | 0245 (im Stadtteil)    | nach einer ortsüblichen Bezeichnung                                                                                            | 1950                | Eine Twiete ist ein Verbindungsweg zwischen zwei Straßen; westlich der Gose Elbe in Kirchwerder, in Neuengamme nur Fußweg | Alte Twiete                                 |
| Bei der Blauen Brücke (Lage)         | B163               | 0015 (im Stadtteil)    | nach der Lage und Bestimmung zur Neuengammer Blauen Brücke führend                                                             | 1924                | östlicher Teil ab Dove Elbe in Curslack                                                                                   | Bei der Blauen Brücke (Hamburg-Neuengamme)  |
| Curslacker Brückendamm (Lage)        | C066               | 0195 (im 'Stadtteil)   | nach der Bestimmung über die Dove Elbe führend                                                                                 | 1948                | nordöstlicher Teil ab Dove Elbe in Curslack                                                                               | Curslacker Brückendamm (Hamburg-Neuengamme) |
| Curslacker Kirchenbrücke (Lage)      | C077               | 0015 (im Stadtteil)    | nach der Bestimmung zur Curslacker Kirche führend                                                                              | 1961                | überquert im Zuge des Foortstegels die Dove Elbe; östlicher Teil in Curslack                                              | Curslacker Kirchenbrücke                    |
| Eggers-Mindt-Brücke (Lage)           | –                  | 0025 (im Stadtteil)    | Cäsar Eggers (1863–1933), Gemeindevorsitzender in Curslack, und Nicolaus Mindt (1857–1938) mit gleicher Funktion in Neuengamme | 1960                | überquert die Dove Elbe; nördlicher Teil in Curslack                                                                      | Eggers-Mindt-Brücke                         |
| Feldstegel (Lage)                    | F067               | 1775                   | nach einer ortsüblichen Bezeichnung                                                                                            | 1925                | | Feldstegel                                  |
| Foortstegel (Lage)                   | F184               | 0275 (im Stadtteil)    | nach dem Volksmund als Steg, der zu einer Furt führt                                                                           | 1925                | niederdeutsch Foort = Furt; nördlich der Dove Elbe in Curslack                                                            | Foortstegel (Hamburg-Neuengamme)            |
| Gosepfad (Lage)                      | G173               | 0570                   | nach Lage und Funktion zur Gose Elbe führend                                                                                   | 1955                | | Gosepfad                                    |
| Grote Stegel (Lage)                  | G290               | 0125                   | nach einer ortsüblichen Bezeichnung                                                                                            | 1925                | niederdeutsch groot = groß                                                                                                | Grote Stegel                                |
| Heinrich-Stubbe-Brücke ()            | –                  | 0005 (im Stadtteil)    | in Anlehnung an den Heinrich-Stubbe-Weg                                                                                        | 1961                | überquert im Zuge des Heinrich-Stubbe-Wegs die Gose Elbe; westlicher Teil in Kirchwerder                                  | Heinrich-Stubbe-Brücke                      |
| Heinrich-Stubbe-Weg ()               | H304               | 3825 (im Stadtteil)    | Heinrich Stubbe (1864–1941), Tischler und Bürgerschaftsabgeordneter und Senator der SPD                                        | 1946                | westlich der Heinrich-Stubbe-Brücke in Kirchwerder                                                                        | Heinrich-Stubbe-Weg                         |
| In der Ohe-Nord (Lage)               | I084               | 0295                   | nach der Bezeichnung „Ohe“ für ein am Wasser gelegenes Gehölz oder Waldstück                                                   | 1956                | | In der Ohe-Nord                             |
| In der Ohe-Süd (Lage)                | I085               | 0505                   | nach der Bezeichnung „Ohe“ für ein am Wasser gelegenes Gehölz oder Waldstück                                                   | 1956                | | In der Ohe-Süd                              |
| Jean-Dolidier-Weg (Lage)             | J130               | 2210                   | Jean Dolidier (1906–1971), französischer Gewerkschafter, Häftling im KZ Neuengamme                                             | 1986                | vor 1986 Teil des Neuengammer Heerwegs; am Jean-Dolidier-Weg 75 liegt die heutige KZ-Gedenkstätte Neuengamme              | Jean-Dolidier-Weg                           |
| Karkendamm (Lage)                    | K071               | 0075                   | nach der Funktion zur St. Johannis-Kirche führend                                                                              | 1925                | niederdeutsch Kark = Kirche                                                                                               | Karkendamm                                  |
| Karkenstegel (Lage)                  | K072               | 0055                   | nach der Funktion zur St. Johannis-Kirche führend                                                                              | 1925                | niederdeutsch Kark = Kirche                                                                                               | Karkenstegel                                |
| Kiebitzdeich (Lage)                  | K148               | 2940                   | nach der Lage am Kiebitzbrack                                                                                                  | 1950                | | Kiebitzdeich                                |
| Kirchwerder Landweg (Lage)           | K201               | 2550 (im Stadtteil)    | nach seiner Lage im Stadtteil                                                                                                  | 1903                | Verbindungsweg von Neuengamme zur Elbe; südlich der Gose Elbe in Kirchwerder                                              | Kirchwerder Landweg (Hamburg-Neuengamme)    |
| Kirchwerder Landwegbrücke (Lage)     | –                  | 0020 (im Stadtteil)    | in Anlehnung an den Kirchwerder Landweg                                                                                        | 1961                | überquert als Teil des Kirchwerder Landwegs die Gose Elbe; südlicher Teil in Kirchwerder                                  | Kirchwerder Landwegbrücke                   |
| Klinkerweg (Lage)                    | K264               | 0205                   | nach einem früher hier gelegenen Klinkerwerk                                                                                   | 1957                | | Klinkerweg                                  |
| Kraueler Hauptdeich (Lage)           | K537               | 0635 (im Stadtteil)    | nach der überwiegenden Lage und Bestimmung im Kirchwerder Ortsteil Krauel                                                      | 1970                | südlicher Teil etwa ab Höhe des Kiebitzbracks in Kirchwerder                                                              | Kraueler Hauptdeich (Hamburg-Neuengamme)    |
| Lütte Stegel (Lage)                  | L293               | 0115                   | nach einer ortsüblichen Bezeichnung                                                                                            | 1925                | niederdeutsch lütt = klein                                                                                                | Lütte Stegel                                |
| Neuengammer Blaue Brücke (Lage)      | –                  | 0010 (im Stadtteil)    | nach Lage, Funktion und Anstrich der Brücke                                                                                    | 1961                | überquert im Zuge der Straße Bei der Blauen Brücke die Dove Elbe; östlicher Teil in Curslack                              | Neuengammer Blaue Brücke                    |
| Neuengammer Durchstichbrücke (Lage)  | –                  | 0030                   | nach Lage und Funktion im Stadtteil                                                                                            | 1961                | überquert im Zuge des Neuengammer Hausdeichs den Neuengammer Durchstich                                                   | Neuengammer Durchstichbrücke                |
| Neuengammer Hauptdeich (Lage)        | N190               | 2205                   | nach Lage und Funktion im Stadtteil                                                                                            | 1970                | | Neuengammer Hauptdeich                      |
| Neuengammer Hausdeich (Lage)         | N057               | 8620                   | nach Lage und Funktion im Stadtteil                                                                                            | vor 1900            | | Neuengammer Hausdeich                       |
| Neuengammer Hausdeichbrücke (Lage)   | –                  | 0020                   | nach Lage und Funktion im Stadtteil                                                                                            | 1961                | überquert im Zuge des Neuengammer Hausdeichs den Neuengammer Stichkanal                                                   | Neuengammer Hausdeichbrücke                 |
| Neuengammer Heerweg (Lage)           | N058               | 0770                   | nach der Lage im Stadtteil | 1933                | Der Neuengammer Heerweg ist ein Teil des alten Heerweges zwischen Zollenspieker und Bergedorf                             | Neuengammer Heerweg                         |
| Neuengammer Hinterdeich (Lage)       | N059               | 5690                   | nach Lage und Funktion im Stadtteil                                                                                            | vor 1915            | | Neuengammer Hinterdeich                     |
| Neuengammer Hinterdeichbrücke (Lage) | –                  | 0030                   | nach Lage und Funktion im Stadtteil                                                                                            | 1961                | überquert im Zuge des Neuengammer Hinterdeichs den Neuengammer Durchstich                                                 | Neuengammer Hinterdeichbrücke               |
| Neuengammer Marschbahndamm (Lage)    | N225               | 2380                   | nach der Lage im Stadtteil | 1986                | | Neuengammer Marschbahndamm                  |
| Odemannbrücke (Lage)                 | –                  | 0020 (im Stadtteil)    | in Anlehnung an die Straße Odemanns Heck                                                                                       | 1961                | überquert im Zuge von Odemanns Heck die Dove Elbe; nördlicher Teil in Curslack                                            | Odemannbrücke                               |
| Odemanns Heck (Lage)                 | O023               | 0050 (im Stadtteil)    | nach dem Begriff „Heck“ für ein Weidetor und der Familie Odemann, von 1826 bis 1912 Grundstückseigentümerin                    | 1952                | nördlich ab Mitte der Dove Elbe in Curslack                                                                               | Odemanns Heck (Hamburg-Neuengamme)          |
| Scheelenstegel (Lage)                | S127               | 0110                   | nach einer Flurbezeichnung | 1925                | | Scheelenstegel                              |
| Schiefe Brücke (Lage)                | –                  | 0015 (im Stadtteil)    | nach der Bauart, überquert die Dove Elbe in schiefem Winkel                                                                    | 1961                | nordöstlicher Teil ab Brückenmitte in Curslack                                                                            | Schiefe Brücke                              |
| Schipperstegel (Lage)                | S178               | 0060                   | nach einer ortsüblichen Bezeichnung                                                                                            | 1925                | niederdeutsch Schipper = Schiffer                                                                                         | Schipperstegel                              |
| Schleusendamm (Lage)                 | S204               | 0205 (im Stadtteil)    | nach der Funktion zu der in Allermöhe liegenden Krapphofschleuse führend                                                       | 1934                | nördlich der Dove Elbe in Allermöhe                                                                                       | Schleusendamm (Hamburg-Neuengamme)          |
| Schleusendammbrücke (Lage)           | –                  | 0005 (im Stadtteil)    | nach Lage und Funktion | 1961                | überquert im Zuge des Schleusendamms die Dove Elbe; nördlicher Teil in Allermöhe                                          | Schleusendammbrücke                         |
| Zwischen den Zäunen (Lage)           | Z069               | 0435                   | nach einem Flurnamen und der volkstümlichen Bezeichnung „Twüschen Tünen“                                                       | 1925                | niederdeutsch twüschen = zwischen, Tünen sind Flechthecken                                                                | Zwischen den Zäunen                         |